# Munténie
1330–1859
Entités précédentes :
- Duchés roumains vassaux de la Hongrie, le plus puissant étant l'Argeș

Entités suivantes :
- Roumanie

La Munténie (en roumain : Muntenia) dite aussi Grande Valaquie est une région historique européenne et roumaine du sud de la Roumanie située entre le Danube au sud et à l’est, les Carpates méridionales au nord, et l’Olt à l’ouest. Elle est composée des départements (județe) suivants: Argeș, Brăila, Buzău, Călărași, Dâmbovița, Giurgiu, Ialomița, Ilfov, Prahova, Teleorman, Bucarest, Olt et Vâlcea.

## Formation
Munténie était l’appellation donnée par les Moldaves à l’ensemble de la Valachie au XIVe siècle, dès sa formation en tant que principauté (elle était aussi à l’époque appelée « Bessarabie », du nom de son fondateur le voïvode Basarab - plus tard ce nom a désigné d'autres territoires, en Moldavie). C’est seulement plus tard, au XVIe siècle, que sont apparus les noms d’Olténie, pour désigner spécifiquement la partie ouest de l’autre côté de l’Olt, et d’Oltènes, et que l’on a commencé à faire une distinction territoriale entre ces deux parties.
Les villes les plus importantes de la région sont :
- Brăila
- Bucarest
- Buzău
- Pitești
- Ploiești
- Târgoviște

## Géologie
En Munténie, certains districts secs sont très riches en azote, excepté les districts de Dolj et Romanatzi.